# Lettres patentes
Pour les articles homonymes, voir Lettre.

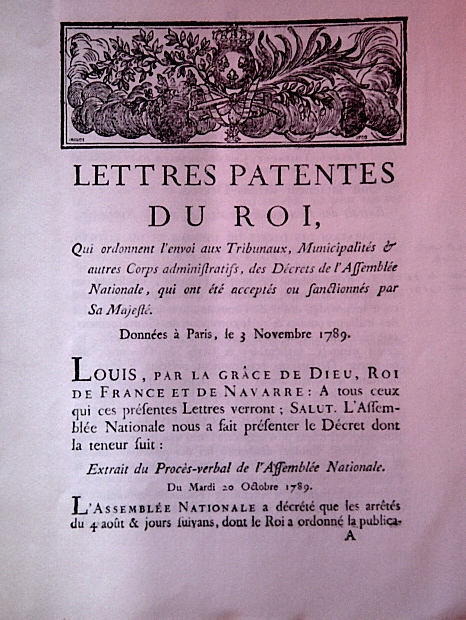
Dernières lettres patentes de Louis XVI promulguant la Déclaration des Droits de l'Homme et du citoyen de 1789.

Les lettres patentes (toujours au pluriel) étaient sous l'Ancien Régime une sorte d'acte législatif émis par le souverain, rendant public et opposable à tous un privilège, c'est-à-dire un droit, attaché à un statut, un bien matériel ou immatériel ou son exploitation.

## Histoire et étymologie
Préparées par le Conseil du roi et prises après avoir recueilli son avis, les lettres patentes correspondent dans le droit français contemporain aux règlements d'administration publique ou aux décrets pris en Conseil d'État. L'expression demeure en droit québécois pour désigner tout document officiel délivré par le gouvernement qui confirme la constitution en personne morale de certaines organisations.
À travers le latin juridique, le terme vient directement du latin patens, du verbe patere, « être ouvert » ou « évident », et désigne les documents ouverts portant un sceau officiel (généralement attaché par un ruban) destinés à être lus par toute personne intéressée. Ces documents s'opposent ainsi aux lettres fermées, ou lettre de cachet, qui sont les ordres du roi qui ne s'adressent pas à tous, mais à un destinataire unique. Les « lettres patentes » se distinguent du brevet, dont elles peuvent parfois reprendre le dispositif.
Pour prendre effet, les lettres patentes doivent être enregistrées par un parlement, c'est-à-dire publiées afin de devenir opposables aux tiers.
Sont pris par lettres patentes :
- les statuts des corps de métiers ou corporations (Liste des ordonnances médiévales touchant aux métiers), des ordres religieux, des villes, des académies, des collèges, des manufactures royales ;
- les droits et les franchises collectives des villes, des pays, des États ;
- les coutumes locales lorsqu'elles sont codifiées ;
- les privilèges des ordres et des congrégations ;
- les concessions accordées sur le domaine royal (mines, pêche, course, commerce maritime, messageries), etc.
- les érections de terre et les titres de noblesse.

Sont aussi prises par lettres patentes des décisions personnelles lorsqu'elles concernent son état ou sa qualité, lettres d'anoblissement, provision d'un office militaire ou de magistrature, de titre ou de relèvement de titre, de naturalisation, de pardon, de commutation de peine, etc. Comme acte législatif, les lettres patentes se distinguent de l'édit, de l'ordonnance ou de l'arrêt de règlement, en ce que ceux-ci règlementent l'administration d'un objet particulier (un métier ou une ville particulière), alors que celles-là règlementent l'administration d'un objet en général (Code municipal).

## Par pays

### Canada
En droit québécois, une lettre patente est un document officiel délivré par le gouvernement du Québec confirmant la constitution en personne morale de certaines organisations.

### France

#### Ancien Régime

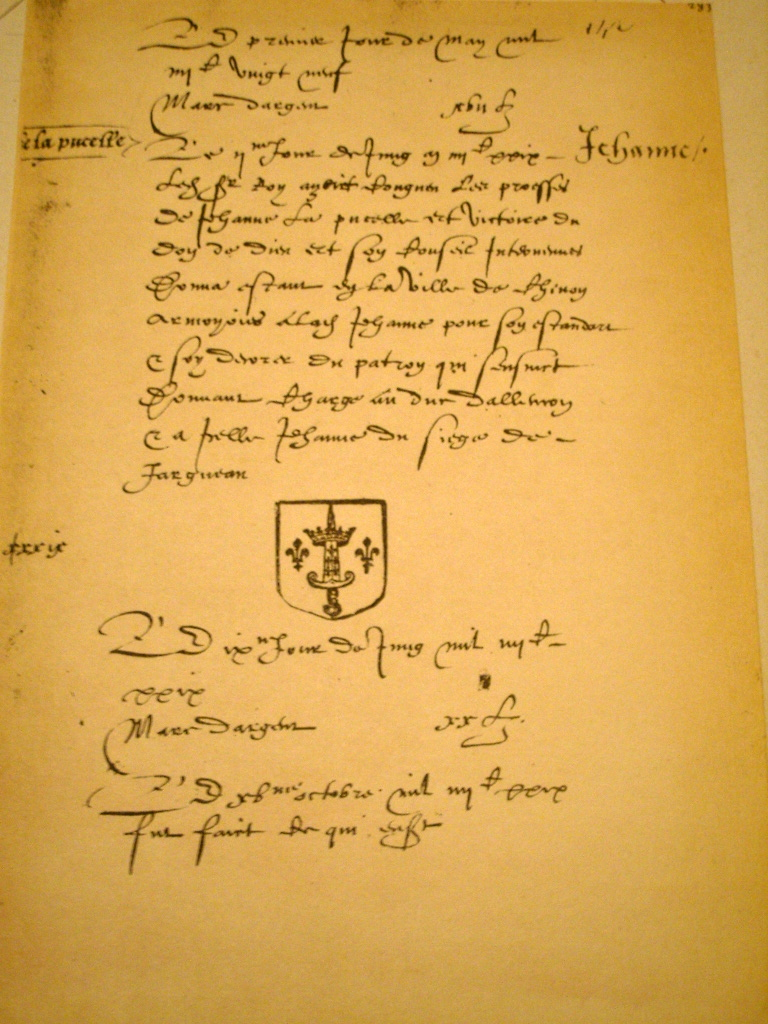
Lettres patentes de Charles VII concédant des armoiries pour l'étendard de Jeanne d'Arc, 1429.

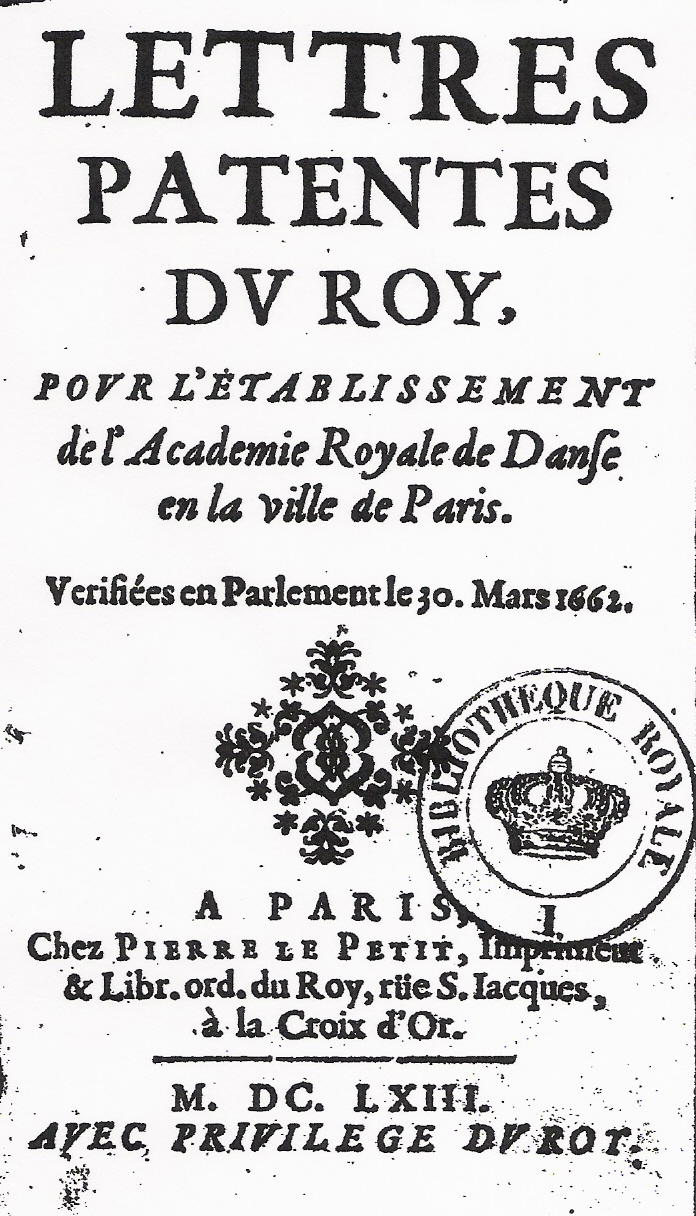
Lettres patentes de 1663.

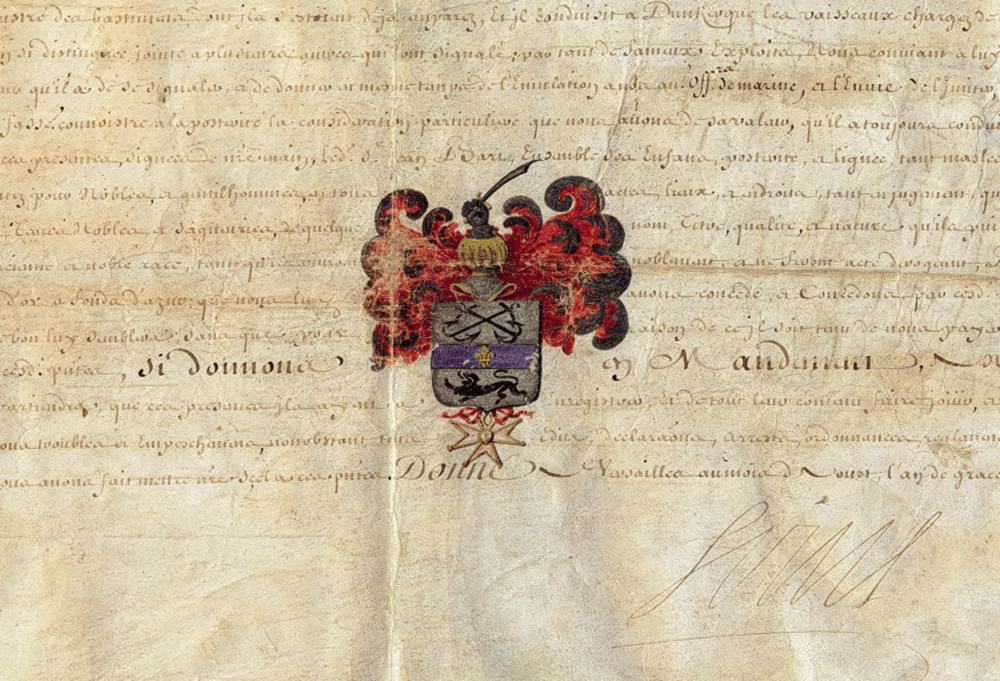
Lettres patentes de 1694.

En France, sous l'Ancien Régime, les lettres patentes étaient des actes royaux scellés, soit à la Grande chancellerie de France, soit dans une des petites chancelleries du royaume. Les premières étaient dites lettres de grand sceau ; les secondes, lettres de petit sceau. Elles se distinguaient des actes expédiés sans l'intervention de la chancellerie, qu'ils soient à la fois signés et scellés — de sceaux plus petits dits sceaux du secret, signet ou cachet — ou simplement signés ou revêtus d'une simple mention de l'agrément du roi. On utilisait lettres de grand sceau pour des actes auxquels on voulait accorder une certaine solennité. Les lettres patentes étaient écrites sur du parchemin, en forme de rectangle ou parfois de cahier. À partir du milieu du XVIIIe siècle, on commence à imprimer certaines lettres patentes. Les lettres patentes étaient signées par le roi et par un secrétaire d'État. Le sceau dont les lettres patentes étaient scellées était appendu au parchemin, et non plaqué sur celui-ci.

##### Langue et formulaire
La langue employée dans les lettres patentes est le français. L'usage du latin, devenu exceptionnel au XVIe siècle, disparait complètement par la suite. Le roi s'y exprime en utilisant le nous de majesté. Les lettres patentes débutaient par une suscription dont le libellé a varié selon la conjoncture politique : « N..., par la grâce de Dieu, roi de France » jusqu'en 1574 ; puis « Henri, par la grâce de Dieu, roi de France et de Pologne », sous Henri III ; enfin, « N..., par la grâce de Dieu, roi de France et de Navarre », à partir de 1589. À ces titres, s'ajoutaient ceux de « dauphin de Viennois, comte de Valentinois et de Diois », pour les lettres patentes relatives au Dauphiné, et ceux de « comte de Provence, Forcalquier et terres adjacentes », pour les lettres patentes relatives à la Provence.
Venaient ensuite l'adresse et le salut, dont la formulation variait selon le type de lettres patentes (voir ci-dessous), puis l'exposé qui relatait l'origine de l'affaire, le dispositif qui contenait la décision, une ou plusieurs clauses finales et la date.
Parmi les clauses finales, la plus célèbre est « car tel est notre plaisir » — et non pas « Car tel est notre bon plaisir » — qui signifie « Car ainsi en avons-nous décidé ». La date était introduite par « Donné », suivi du lieu, du mois et du millésime.

##### Contenu
On distinguait les grandes lettres patentes des petites lettres patentes et, au sein de celles-ci, les lettres patentes sur simple queue des lettres patentes sur double queue. Les grandes lettres patentes ou chartes, acte à effet perpétuel, étaient adressées « À tous, présents et à venir », n'étaient pas datées du quantième, étaient visées par le chancelier ou le garde des sceaux, et étaient scellées d'un sceau de cire verte sur lacs de soie rouge et verte. C'est ainsi qu'étaient présentés les ordonnances et les édits ainsi que des décisions individuelles, telles que les lettres d'anoblissement, de naturalité, de légitimation d'enfant adultérin, de rémission, d'abolition, etc.
Les petites lettres patentes, acte à effet transitoire, étaient scellées d'un sceau de cire jaune et datées du quantième. Les premières, adressées « À tous ceux qui les présentes verront », étaient scellées sur double queue. C'est ainsi qu'étaient expédiés les actes législatifs appelés déclarations ainsi que, par exemple, les provisions d'office. Les autres petites lettres patentes, beaucoup plus nombreuses que les précédents, comportaient une adresse individuelle au calme et/ou collective et étaient scellées sur simple queue (toute petite). Au XVIe siècle, elles étaient désignées sous le nom de mandement, bien que nombre d'entre elles ne contienne pas d'ordre du roi. C'est sous cette forme que se présentaient les lettres de commission, les privilèges de librairie, les retenues de conseiller d'État, les acquis patents ainsi que la plupart des lettres expédiées par les petites chancelleries, établies auprès des cours souveraines et des présidiaux des provinces.

#### Usages contemporains

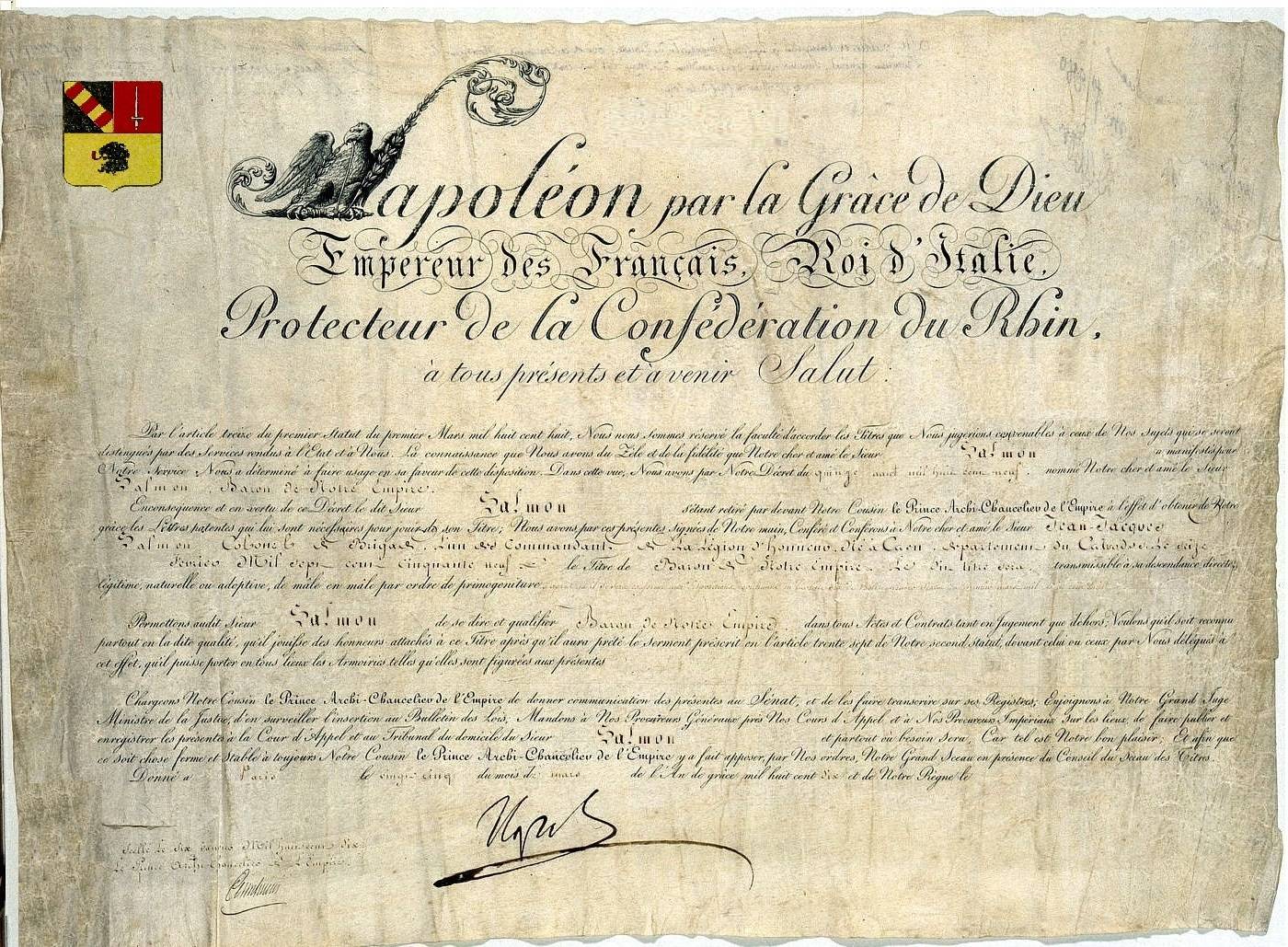
Lettres patentes de 1810.

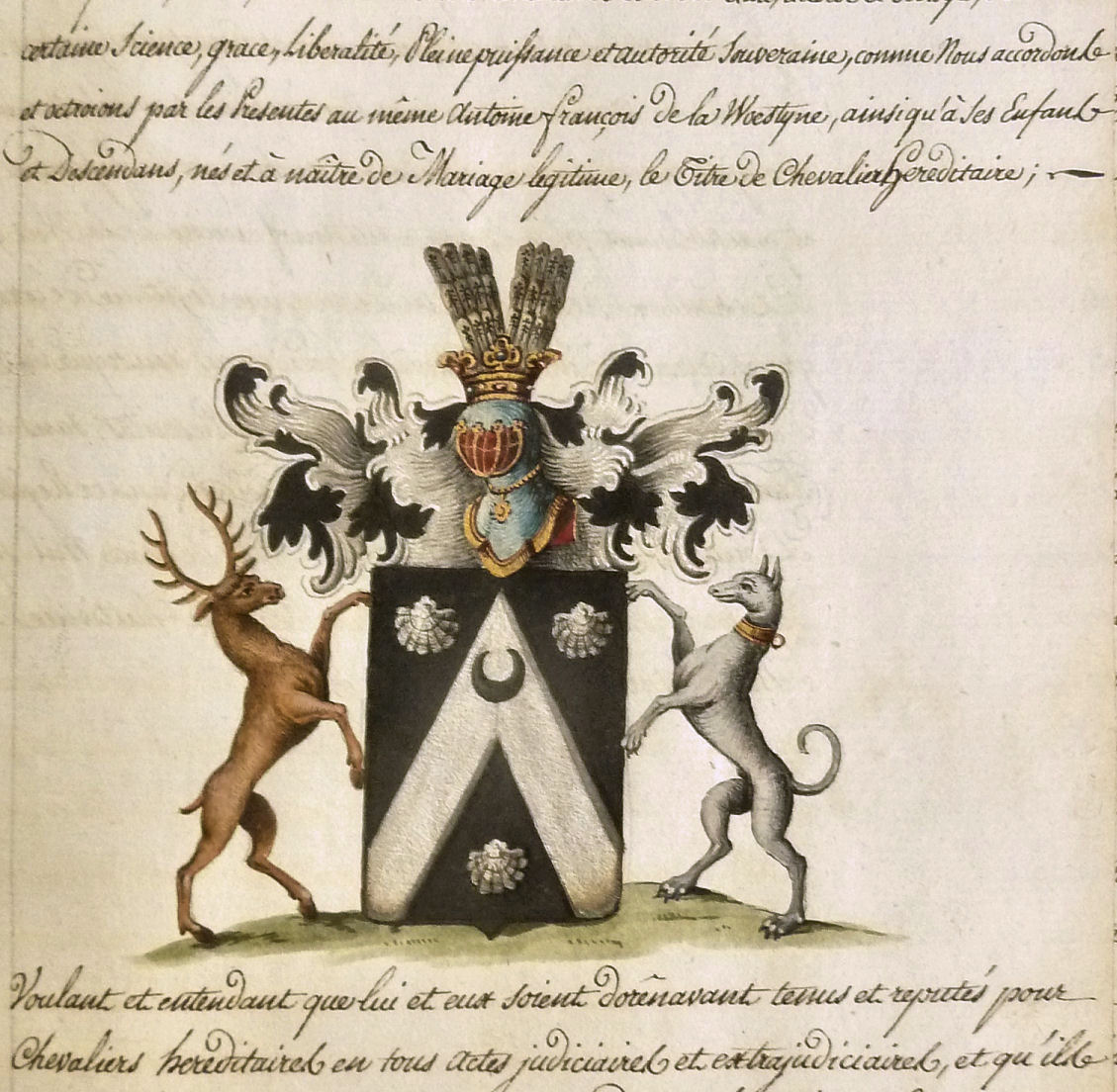
Lettres patentes de la maison des Woestyne de Beselare, archives du Royaume (Belgique).

À la Révolution, et à la suite du décret d'Allarde établi le 2 mars 1791, puis formalisé dans la loi « portant suppression des droits d'Aides, des Maîtrises et Jurandes, et établissement de Patentes » du 17 mars 1791, le mot « patente » a désigné le brevet qui permettait de créer une entreprise, puis la contribution des patentes, impôt direct instauré par cette loi.
Le droit de se livrer au commerce a alors été accordé contre le paiement d'une taxe, qui a fini par être elle-même désignée par « patente ». Cet impôt de quotité (comprenant un droit fixe en fonction de la nature du commerce, et une part proportionnelle à la valeur locative des locaux professionnels) a duré en France jusqu'en 1917, date à laquelle la « patente » a été remplacée par la taxe sur le chiffre d'affaires. Cependant, des taxes dérivées de la patente (centime additionnel) ont été conservées jusqu'en 1925.
Spécifiquement, la lettre patente (au singulier) accordant un brevet, c’est-à-dire le privilège d'exploitation exclusive d'une invention, est à l'origine du terme anglais patent. Le terme a été également utilisé dans ce même sens en droit français, où la « patente nationale » était le nom donné aux brevets d'invention en 1791. Ce terme n'a cependant pas survécu à l'usage en français.
En droit maritime, le terme a survécu plus longtemps dans la « patente de santé » délivré aux bâtiments qui quittent le port pour un voyage au long cours. Ce document permet d'établir officiellement l'absence de risque d'épidémie, et partant, épargne au navire une quarantaine à l'arrivée. Une « patente nette » attestait l'absence de tout problème de santé, une « patente brute » se limitait à certifier le lieu d'origine du bâtiment (et entraînait presque toujours une quarantaine à l'arrivée).

### Royaume-Uni et membres du Commonwealth
D'après le ministère de la Justice du Royaume-Uni, il existe 92 types distincts de lettres patentes. Les Patent Rolls sont des copies de lettres patentes d'Angleterre (et plus tard du Royaume-Uni) remontant en suite quasi ininterrompue de 1201 jusqu'à nos jours ; la plupart de celles des origines à 1625 ont été publiées.